# Michel Ferté
Michel Ferté (Falaise, 8 december 1958 – Le Mans, 4 januari 2023) was een Frans autocoureur. Hij was de broer van Alain Ferté.
Hij startte zijn carrière begin jaren 80. Zijn parcours doorheen de Formule 3, Formule 2 en Formule 3000 doorliep hij met wisselend succes. Daarnaast was hij ook drie jaar testrijder voor Ligier.
Hierna ging hij zijn geluk beproeven in diverse andere raceklassen (Super Tourisme, IMSA, Trophée Andros, GT en de sportwagens) met opnieuw wisselend succes. Zijn snelheid en polyvalentie zorgen er wel voor dat hij een man is van de moeilijke raceomstandigheden.
In 1997 zet Ferté zijn eigen team op poten en gaat rijden met een Ferrari 333 SP. Hij haalde hiermee één pole-position en één podiumplaats. 1998 bezorgde Ferté echter maar weinig succes.
In de 24 uren van Le Mans van 1999 werd hij samen met Henri Pescarolo en P. Gay negende.
Michel Ferté overleed na een kort ziekbed op 64-jarige leeftijd.